# Heiligenstadt (Neustadt)
Heiligenstadt  ist ein Stadtteil von Neustadt an der Donau im Landkreis Kelheim in Niederbayern.

## Lage

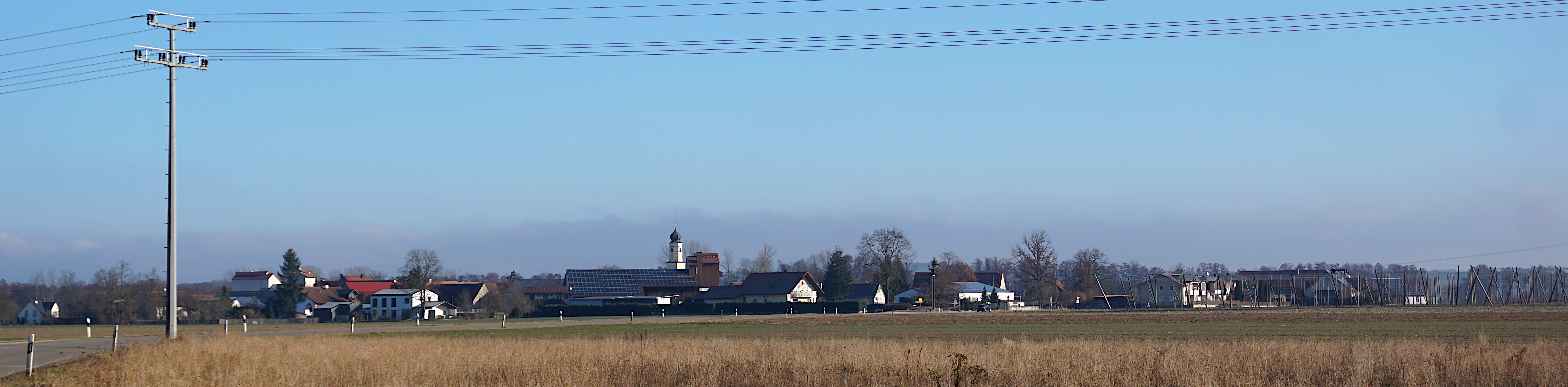
Panorama von Heiligenstadt

Das Kirchdorf liegt in einer weiten Ebene, in der sich das Abens- und das Donautal vereinen. Heiligenstadt ist mit dem nördlich gelegenen Kurort Bad Gögging räumlich beinahe verwachsen. Regensburg ist in östlicher Richtung zirka 45 km und Ingolstadt in westlicher 30 km entfernt. München liegt etwa 90 km südlich des Ortes.

## Geschichte
In schriftlichen Quellen wird Heiligenstadt erstmals im 12. Jahrhundert erwähnt. In einer Traditionsnotiz aus dem Jahre 1172 sind Zeugen „de sancto loco“, vom heiligen Ort oder der heiligen Stätte genannt. Die Ansicht, dass in Heiligenstadt das ursprüngliche Neustadt, welches zur Zeit der Stadterhebung noch Seligenstadt hieß, zu suchen wäre, dürfte nicht zutreffen. Die Herren von Heiligenstadt sind in Urkunden bis in das 15. Jahrhundert nachweisbar.
Das Dorf wurde bei der Bildung der politischen Gemeinden im Jahre 1818 in die Gemeinde Gögging und mit dieser am 1. Juli 1972 im Rahmen einer Gebietsreform in die Stadt Neustadt an der Donau eingegliedert.

## Kirche
Die Kirche St. Johannes Baptist und Evangelist ist romanischen Ursprungs und stammt aus dem 12. Jahrhundert. Sie besitzt einen Seitenaltar, der St. Stephanus gewidmet ist. St. Stephanus ist auch Patron der Kirche.

## Wirtschaft und Infrastruktur
Heiligenstadt ist landwirtschaftlich geprägt. Westlich des Ortes liegt das Naturschutzgebiet „Heiligenstädter Moos“. Am Ort führt die Bahnstrecke Regensburg–Ingolstadt vorbei.